# 刘成鹏
刘成鹏（1902年—？），男，福建莆田人，中国政治人物，中国致公党党员，曾任第三、四、五届全国政协委员。1957年參與籌辦致公黨福建省工作委員會。